# Segunda División de Montenegro 2011-12
La Segunda División de Montenegro 2011-12 fue la sexta edición de la Segunda División de Montenegro con el mismo formato tras la independencia de Montenegro en el 2006. El torneo se comenzó a fisputar el día 6 de agosto de 2011 y finalizó el 7 de junio de 2012.  
El Fudbalski Klub Čelik Nikšić se proclamó campeón y consiguió el ascenso a Primera División para la temporada siguiente junto a dicho equipo ascendieron el Fudbalski Klub Mornar que venció en los play-offs por el ascenso al Fudbalski Klub Berane y el Fudbalski Klub Jedinstvo Bijelo Polje que hizo lo propio con el Fudbalski Klub Dečić Tuzi.

## Datos de los clubes
| Equipo                                | Ciudad       | Estadio                         |
| ------------------------------------- | ------------ | ------------------------------- |
| Fudbalski Klub Bratstvo Cijevna       | Podgorica    | Estadio Bratstva                |
| Fudbalski Klub Ibar                   | Rožaje       | Stadion na Bandzovom brdu       |
| Fudbalski Klub Iskra                  | Danilovgrad  | Stadion Braća Velašević         |
| Fudbalski Klub Jedinstvo Bijelo Polje | Bijelo Polje | Gradski Stadion de Bijelo Polje |
| Fudbalski Klub Jezero Plav            | Plav         | Estadio Pod Racinom             |
| Fudbalski Klub Kom                    | Podgorica    | Stadion Zlatica                 |
| Fudbalski Klub Mornar                 | Bar          | Estadio Topolica                |
| Fudbalski Klub Petnjica               | Petnjica     | Stadion Gusare                  |
| Fudbalski Klub Zabjelo                | Podgorica    | Stadion Zabjelo                 |
| Fudbalski Klub Čelik Nikšić           | Nikšić       | Estadio Zeljezara               |
| Omladinski Fudbalski Klub Bar         | Bar          | Estadio Topolica                |
| Omladinski Fudbalski Klub Igalo       | Igalo        | Stadion Solila                  |

## Sistema de competición
La Segunda División de Montenegro 2011-12 estuvo organizada por la Federación de Fútbol de Montenegro.
Contó con un grupo único integrado por doce clubes de toda la geografía montenegrina. Siguiendo un sistema de liga, los doce equipos se enfrentaron todos contra todos en dos ocasiones -una en campo propio y otra en campo contrario- sumando un total de 22 jornadas. El orden de los encuentros se decidió por sorteo antes de empezar la competición. Los emparejamientos de la tercera ronda se fijaron de acuerdo a la clasificación tras las dos primeras rondas, dando a cada equipo un tercer partido contra cada oponente para un total de 33 partidos por equipo.
La clasificación final se estableció con arreglo a los puntos obtenidos en cada enfrentamiento, a razón de tres por partido ganado, uno por empatado y ninguno en caso de derrota. Si al finalizar el campeonato dos equipos igualaron a puntos, los mecanismos para desempatar la clasificación son los siguientes:
1. El que tenga una mayor diferencia entre goles a favor y en contra en los enfrentamientos entre ambos. (Golaverage)
2. Si persiste el empate, se tiene en cuenta la diferencia de goles a favor y en contra en todos los encuentros del campeonato.
3. Si aún persiste el empate, se tiene en cuenta el mayor número de goles a favor en todos los encuentros del campeonato.

Si el empate a puntos es entre tres o más clubes, los sucesivos mecanismos de desempate fueron los siguientes: 
1. La mejor puntuación de la que a cada uno corresponda a tenor de los resultados de los partidos jugados entre sí por los clubes implicados.
2. La mayor diferencia de goles a favor y en contra, considerando únicamente los partidos jugados entre sí por los clubes implicados.
3. La mayor diferencia de goles a favor y en contra teniendo en cuenta todos los encuentros del campeonato.
4. El mayor número de goles a favor teniendo en cuenta todos los encuentros del campeonato.
5. El club mejor clasificado con arreglo a los baremos de fair play.

### Efectos de la clasificación
El equipo que más puntos sumó al final del campeonato fue proclamado campeón de liga y obtuvo el ascenso automático a Primera División, el subcampeón y el tercer clasificado disputaron la ronda de play-offs por el ascenso con el undécimo y décimo clasificados de Primera respectivamente.
Los clasificados en posición 11º y 12º descendieron automáticamente a Tercera División siendo remplazados por los dos equipos que vencieron en la ronda de play-offs por el ascenso a Segunda División. 

## Clasificación
|  |     | Equipos de fútbol      | PJ | G  | E  | P  | GF | GC | Dif | Pts |
|  | --- | ---------------------- | -- | -- | -- | -- | -- | -- | --- | --- |
|  | 1.  | F. K. Čelik (C)        | 33 | 25 | 5  | 3  | 72 | 14 | +58 | 80  |
|  | 2.  | F. K. Mornar (A)       | 33 | 19 | 7  | 7  | 55 | 26 | +29 | 64  |
|  | 3.  | F. K. Jedinstvo (A)    | 33 | 18 | 7  | 8  | 50 | 23 | +27 | 61  |
|  | 4.  | F. K. Zabjelo          | 33 | 15 | 5  | 13 | 47 | 46 | +1  | 50  |
|  | 5.  | F. K. Bratstvo Cijevna | 33 | 14 | 6  | 13 | 44 | 40 | +4  | 48  |
|  | 6.  | O. F. K. Igalo         | 33 | 12 | 8  | 13 | 25 | 27 | -2  | 44  |
|  | 7.  | F. K. Jezero           | 33 | 11 | 9  | 13 | 26 | 35 | -9  | 42  |
|  | 8.  | O. F. K. Bar           | 33 | 12 | 4  | 17 | 44 | 54 | -10 | 40  |
|  | 9.  | F. K. Iskra            | 33 | 11 | 6  | 16 | 31 | 47 | -16 | 39  |
|  | 10. | F. K. Ibar             | 33 | 10 | 8  | 15 | 35 | 42 | -7  | 38  |
|  | 11. | F. K. Kom (D)          | 33 | 9  | 10 | 14 | 35 | 47 | -12 | 37  |
|  | 12. | F. K. Petnjica (D)     | 33 | 3  | 3  | 27 | 15 | 78 | -63 | 12  |

Pts = Puntos; PJ = Partidos Jugados; G = Partidos Ganados; E = Partidos Empatados; P = Partidos Perdidos; GF = Goles Anotados; GC = Goles Recibidos; Dif = Diferencia de goles
|  | Clasificado para la segunda ronda previa de la UEFA Europa League 2012-13. |
|  | Clasificado para los play-offs de ascenso.                                 |
|  | Desciende a Tercera División.                                              |

| (C) Campeón    |
| (A) Ascendido  |
| (D) Descendido |

## Play-offs
El segundo clasificado se mide al penúltimo clasificado de Primera y el tercer clasificado se mide al antepenúltimo clasificado de Primera, los dos equipos que ganen los play offs jugarán en la Primera División de Montenegro 2012/13 y los que los pierdan jugarán en Segunda División de Montenegro 2012/13.

### F. K. Dečić - F. K. Jedinstvo
| 3 de junio de 2012, 17:30 (CEST) | Fudbalski Klub Dečić Tuzi | 0:0 | FK Jedinstvo Bijelo Polje | Stadion Tuško Polje, Tuzi |  |

| 7 de junio de 2012, 17:30 (CEST) | FK Jedinstvo Bijelo Polje  | 2:0 | Fudbalski Klub Dečić Tuzi | Estadio Grandski de Bijelo Polje, Bijelo Polje |  |
|                                  | Nemanje Gojačanina 21' 42' |     |                           |                                                |  |

| Asciende a Primera División Fudbalski Klub Jedinstvo Bijelo Polje |

### F. K. Berane - F. K. Mornar
| 3 de junio de 2012, 17:30 (CEST) | Fudbalski Klub Berane | 1:2 | Fudbalski Klub Mornar                 | Gradski Stadion, Berane |  |
|                                  | Nikola Tomović 7'     |     | Saša Jovović 10' · Đorđe Vojvodić 68' |                         |  |

| 7 de junio de 2012, 17:30 (CEST) | Fudbalski Klub Mornar                          | 3:0 | Fudbalski Klub Berane | Estadio Topolica, Bar |  |
|                                  | Mustafe Metovića 8' 26' · Dejana Jovančova 33' |     |                       |                       |  |

| Asciende a Primera División Fudbalski Klub Mornar |